# Wodopojka
Wodopojka (ros. Водопойка) – wieś (dieriewnia) w Rosji, w obwodzie czelabińskim, w rejonie uwielskim. W 2010 liczyła 804 mieszkańców.